# 截形鸭嘴蛤
是笋螂目薄壳蛤科薄壳蛤属的一种。主要分布于韩国、中国大陆、台湾，常栖息在潮间带泥砂质沈积物中。